# 제임스 앨런 매큔
제임스 앨런 매큔(영어: James Allen McCune)은 미국의 배우, 음악가이다. 드라마 《워킹 데드》의 지미 역, 영화 《블레어 위치》(2016)의 주인공 제임스 역으로 알려져 있다.

## 출연 작품

### 영화
- 스니치 (2013)
- 블레어 위치 (2016)

### 텔레비전
- 워킹 데드 (2011-12)
- 셰임리스 (2014-15)